# 栗田ひろこ
栗田 ひろこ（くりた ひろこ、1973年1月5日 - ）は、日本の元AV女優。東京都出身。血液型B型。

## 来歴
AV監督・村西とおるが率いたダイヤモンド映像の専属女優として、1991年に『ダイヤモンドのお嬢さん・ひろこ』でAVデビュー。
後にダイヤモンド映像を離れ、他メーカーの作品にも出演した。

## 作品

### アダルトビデオ
1991年
- ダイヤモンドのお嬢さん・ひろこ（ダイヤモンド映像 	DVI-292） - デビュー作
- 義弟と若妻 かみつくようになめて（10月5日、ダイヤモンド映像 DVI-302）
- きつめなうえによく締めすぎるんです（11月5日、ダイヤモンド映像 DVI-313）
- ADブギ 助監督物語（ダイヤモンド映像 DVI-323）
- ほじってください 3（ダイヤモンド映像 DVI-334）
- しゃぶり猫たま転がし（ダイヤモンド映像 DVI-345）

1992年
- そればっかしが好き（2月24日、アドテックス）
- 女教師SPECIAL（2月25日、笠倉出版社）全7名
- 雛はじめ白酒まみれ（3月19日、ダイヤモンド映像 DVI-356）
- ナマのんじゃった（6月22日、ピラミッド社）
- Tバックヒップス（7月15日、ファイブスター）
- Tバックボンテージ女教師 栗田ひろこ（9月、笠倉出版社）
- AV TOPギャルズベスト10　5（12月11日、笠倉出版社 AJV33-70）全10名
- 桃源郷の娘たち 栗田ひろこ ほか新人多数（7月25日、ダイヤモンド映像 DYN-12）
- Tバックバニー SPECIAL（11月6日、笠倉出版社）全8名
- 美女責め極意（ダイヤモンド映像 MAD-03）
- どん底淫女 〜喰い込んだレオタード〜（ビックマン BD-002） - 共演：三田沙織・篠塚真樹子 全3名
- 嘘っこだったら命あげる（ビックマン BM-004）
- 栗田ひろこの私の可愛いいオマメチャン（マドンナカンパニー）
- 桜の秘園（ビックワークス）
- 放課後の情事調査（ビックワークス）
- 好き好き大好き（東京ミューズ）

1993年
- 性食鬼（1月14日、サム）
- 若奥様スペシャル（1月18日、笠倉出版社）全10名
- 花嫁スペシャル 飯島愛・五十嵐こずえ・栗田ひろこ ほか（2月27日、笠倉出版社）全6名
- 玄関開けたら2分でFUCK 桐・栗田ひろこ（3月31日、エイトマン）
- ナース天国 SPECIAL 2（8月27日、笠倉出版社）全20名
- 平成マドンナ100選 1（11月5日、笠倉出版社）全25名

1994年
- 120人の美女 AV秘蔵コレクション 1（12月15日、笠倉出版社）全30名
- ムーンライトバニースペシャル 3（ファイブスター）全5名

1996年
- ウルトラ淫乱15年史 くい込み編（9月30日、h.m.p/SAMM）全15名

2001年
- 20世紀最高の女神たち（2月9日、日本メディアサプライ MSD-027）全8名

2003年
- AV伝説 栗田ひろこ（4月28日、スパイスモデイル）
- ベリーベストオブ80's AVアイドル（12月24日、アルファー・インターナショナル）全32名

2005年
- きつめなうえによく締めすぎるんです（8月30日、ダイヤモンド映像 DVI-034D）※DVD版
- ADブギ 助監督物語（8月30日、ダイヤモンド映像 DVI-066D）※DVD版
- 雛はじめ白酒まみれ（8月30日、ダイヤモンド映像 DVI-067D）※DVD版
- ダイヤモンドのお嬢さん・ひろこ（8月30日、ダイヤモンド映像 DVI-099D）※DVD版
- ホジって下さい 3（8月30日、ダイヤモンド映像 DVI-100D）※DVD版
- 義弟と若妻 かみつくようになめて（8月30日、ダイヤモンド映像 DVI-128D）※DVD版
- しゃぶり猫たま転がし（8月30日、ダイヤモンド映像 DVI-129D）※DVD版

2007年
- Legend Idoll 10cts.3（1月25日、麒麟堂）全10名
- 平成美女22人（8月1日、チャンネル・ヴィ HBS-001）全22名

2009年
- 桃色家族、義弟と若妻 伊集院美子・栗田ひろこ（5月28日、ピンクダイヤモンド）※「桃色家族/伊集院美子」「義弟と若妻/栗田ひろこ」を収録

2014年
- THE★永久保存版 栗田ひろ子スペシャル（4月30日、群雄社）

発売年不明
- サラダ（エーディーシーボックス）

- ほか

### テレビ番組
- ギルガメッシュないと（1992年1月11日、テレビ東京）[1]

### ゲーム
- セクシーアイドル麻雀 栗田ひろこ・林由美香・吉川りりあ・小沢奈美・小暮千絵・後藤えり子 ほか 全12名（1993年12月24日、日本物産、PCエンジンスーパーCDソフト）

## 出版

### 写真集
- 栗田ひろこ写真集「淫姦 花芯さぐり」（1992年6月25日、マドンナ社、撮影：野川イサム）ISBN 9784576920733
- SUPER SHOT SEXIES 天然美少女100%コレクション 露木陽子・伊藤真紀・栗田ひろこ ほか 全14名（1992年6月25日、司書房）
- 文庫サイズ写真集 マドンナメイト・カタログ Part.6 橘ますみ・白石ひとみ・栗田ひろこ ほか（1993年1月25日、マドンナ社）ISBN 9784576921891

### 雑誌
- URECCO 1991年11月号、1992年1月号、2月号、11月号（ミリオン出版）
- オレンジ通信 1991年12月号（表紙）（東京三世社）
- ビデオメイトDX 1992年3月号（少年出版社）
- 週刊プレイボーイ 1992年6月9日号（集英社）
- 魅惑のランジェリー 1992年8月号（光彩書房）
- コミック トッパー 1992年10月号（英知出版）